# ReBirth RB-338
ReBirth RB-338 – program komputerowy mający za zadanie emulację instrumentów firmy Roland, a konkretnie syntezatora analogowego TB-303 oraz automatów perkusyjnych TR-808 i TR-909.
Jako pierwszy w historii został wyposażony w protokół ReWire. Kompletne utwory tworzyć można dzięki wbudowanemu sekwencerowi, a także implementacji MIDI. Pozostałe elementy programu to efekty delay, przester oraz procesor dynamiki, które można nałożyć na każdy z kanałów miksera. Istnieje również możliwość zastosowania tzw. modów (patrz: skin), pozwalających na zmianę zarówno interfejsu graficznego, jak i dostępnych brzmień.
1 września 2005 r. firma Propellerhead Software poinformowała o zaprzestaniu rozwijania oprogramowania ReBirth, jednocześnie udostępniając je na licencji freeware. Obraz płyty, wraz z pełną wersją ReBirtha można pobrać po uprzedniej nieodpłatnej rejestracji ze strony The ReBirth Museum, stworzonej przez producenta.